# Tammann Peaks
Die Tammann Peaks sind Berge an der Loubet-Küste des Grahamlands auf der Antarktischen Halbinsel. Sie ragen 6 km südöstlich des Orford-Kliff und ebensoweit östlich des Lallemand-Fjords auf.
Luftaufnahmen der Falkland Islands and Dependencies Aerial Survey Expedition (1956–1957) dienten ihrer Kartierung. Das UK Antarctic Place-Names Committee benannte sie 1960 nach dem deutschen Chemiker Gustav Tammann (1861–1938), der sich mit Studien zu den physikalischen Eigenschaften von Eis beschäftigt hatte.